# رازنگ پودلاسکی
رازنگ پودلاسکی (به لهستانی:  Radzyń Podlaski) یک منطقهٔ مسکونی در لهستان است که در شهرستان رازنگ پودلاسکی واقع شده‌است. رازنگ پودلاسکی ۱۹٫۳۱ کیلومتر مربع مساحت و ۱۶٬۱۳۳ نفر جمعیت دارد.